# Микола Галянт
Мико́ла Галя́нт (прізвище також Ґалянт; 26 листопада 1875, Кути — 17 вересня 1945, Львів) — український греко-католицький священник, гімназійний катехит і референт (канцлер) Митрополичої консисторії УГКЦ у Львові, почесний крилошанин, член УГВР. Слуга Божий.

## Біографія
Народився 26 листопада 1875 року в с. Кути Золочівського повіту (нині Буського району Львівської області) в сім'ї Семена Галянта і його дружини Євдокії з дому Масло. Мав трьох братів Степана, Івана та Андрія. Навчався в сільській школі і Бродівській гімназії (іспит зрілості склав 14 липня 1896), після якої вступив до Львівської греко-католицької семінарії і продовжив навчання на богословському факультеті Львівського університету (абсолюторіум склав 25 липня 1900). 4 вересня 1900 року одружився з Юлією Євгенією Гутковською, дочкою о. Якова Гутковського, пароха Ожидова, а 23 вересня того ж року отримав ієрейські свячення.
Після свячень отець Микола Галянт короткий час був сотрудником у селах Полюхів і Конюхи, а з 1901 року — адміністратором парафії в селі Лешнів на Львівщині, де заснував читальню «Просвіти». Катехит народних і виділових шкіл у Львові (1903—1908) і сотрудник у церкві Параскеви П'ятниці. Катехит у Стрийській гімназії (1908—1918), парох у Корчині (1921—1924), вчитель у Львівській гімназії та сотрудник церкви св. Петра і Павла (1927—1929). У 1929 році призначений канцлером митрополичої консисторії і сотрудником при архикатедральному храмі св. Юра (до 1933).
В часи німецької окупації з ініціативи митрополита Андрея була створена група надійних осіб: священників, мирян, монахів, які поряд з їхньою безпосередньою роботою займалися організацією переховування євреїв. Насамперед це були духовні особи, які працювали у резиденції Шептицького: його секретар о. Володимир Грицай, керівник канцелярії Микола Галянт, ігумен монастиря студитів Климентій Шептицький — брат митрополита Андрея, парафіяльні священники, чернечі спільноти студитів, василіян.
11—15 липня 1944 року поблизу сіл Недільна та Сприня на Самбірщині відбулися Установчі збори Української Головної Визвольної Ради — підпільного парламенту і уряду України, в яких Микола Галянт не зміг взяти участі, але був обраний членом УГВР. А невдовзі, Микола Галянт брав участь в організації похорону Митрополита Андрея Шептицького, який помер 1 листопада 1944 року у Львові.
Заарештований більшовиками 25 липня 1945 року. Основою для арешту послужили матеріали про його активний виступ проти возз'єднання церков, зокрема проти Костельника. Загинув від тортур у підвалах львівського НКВС 17 вересня 1945 року.

## Пам'ять
27 червня 2001 року під час пастирського візиту в Україну Папа Іван Павло II проголосив у Львові 27 українських мучеників за віру блаженними. Це дало поштовх Місії «Постуляційний центр беатифікації й канонізації святих УГКЦ» розпочати нові процеси. Станом на 2010 рік Місія займається процесом беатифікації 45 новомучеників, серед них є і отець Микола Галянт.